# Willy Müller-Lückendorf
Willy Müller-Lückendorf (geb. Müller; * 5. Mai 1905 in Olbersdorf; † 15. Oktober 1969 in Lückendorf) war ein deutscher Maler.

## Leben und Werk
Die Eltern Müllers kamen mit ihm aus Olbersdorf 1911 ins südlich benachbarte Lückendorf, wo er dann auch die Volksschule besuchte. Im Zusammenhang mit dem Ersten Weltkrieg waren im Haus der Eltern Müllers russische Zivilinternierte einquartiert, darunter der spätere Schriftsteller Konstantin Fedin und der Bühnenmaler Pjotr Andrejew. Dieser vermittelte Müller die ersten Grundlagen künstlerischer Arbeit.
Von 1919 bis 1922 lernte Müller in der Musterzeichner-Klasse der Höhere Webschule zu Zittau. Danach arbeitete er in Zittau als Weber in der Mechanischen Weberei. Daneben belegte er in der Zittauer Volkshochschule u. a. die Mal- und Zeichenklasse, vor allem bei Adolf Schorisch. Einen nachhaltig künstlerischen Einfluss hatte sein väterlicher Freund, der Maler Paul Croeber (1974–1928). Um 1923 schuf Müller mit Kreide und Pastell erste Landschaftsbilder, um 1926/1927 die ersten Ölgemälde.
Ab 1924 war Müller Musterzeichner und Berater in den Werken Ebersbach, Neusalza-Spremberg, Zittau, Plauen, Schleiz und Greiz der Zittauer Vereinigten Textilwerke Wagner & Moras AG. Der Zittauer Textilunternehmer Otto Moras (* 1871; † nach 1928) ermöglichte es ihm, von 1925 bis 1927 bei Alexander Baranowsky in der Abteilung Textilkunst der Staatlichen Akademie für Kunstgewerbe in Dresden zu studieren. Danach arbeitete er als Musterzeichner und -Entwerfer für Textilunternehmen und seit 1932 bis zu seinem Lebensende in Lückendorf als freischaffender Landschaftsmaler. Erste Ausstellungen hatte er 1930 in Neusalza-Spremberg und 1932 in Zittau. Es folgten weitere in Dresden, Leipzig, Berlin, Karlsruhe, Darmstadt, und Frankfurt/Main. Spätestens ab 1938 benutze er erstmals den Namen Müller-Lückendorf. Von 1941 bis 1945 nahm Müller als Angehöriger einer Nachrichteneinheit der Wehrmacht u. a. auf dem Baltikum und im nördlichen Russland am Krieg teil. Auch während des Krieges und in der sowjetischen Kriegsgefangenschaft malte er Zeichnungen und Pastelle. 1948 kehrte er nach Lückendorf zurück, wo er als freischaffender Maler arbeitete.
Die Mehrzahl seiner Bilder zeigen das Lausitzer Gebirge und seinen Heimatort Lückendorf mit den umliegenden Bergen, die Oberlausitzer Teichlandschaft, das Jeschken-, Iser- und Riesengebirge, den Harz, das Vogtland, das Elbsandsteingebirge, das Fichtelgebirge, die Ostsee, die Alpen und Pflanzenstillleben.
Ab 1953 wurden die naturalistische und oft an die Dresdner Frühromantik erinnernde Malweise Müllers als Zeitflucht in die Romantik gewertet. Die für Künstler in der DDR übliche öffentliche Förderung wurde stark eingeschränkt, und Müller konnte nicht mehr ausstellen. Zum notwendigen Lebensunterhalt trugen Reproduktionen seiner Bilder in Publikationen des Oberlausitzer Kunstverlags Christian Schubert in Ebersbach bei, so 1957 das Heft „Franz Hackel. Verse auf ein kleines Bergdorf“, der „Oberlausitzer Heimatkalender“ und Postkarten. 1962 schuf Müller für Fedin anlässlich dessen 70. Geburtstags eine Mappe mit Aquarellen.
Im Bestand der Städtischen Museen Zittau befinden sich mehrere Arbeiten Müllers.
Der Gemeinderat der Gemeinde Oybin beschloss 2006 die Zusatzbenennung der Hochwaldstraße im Ortsteil Lückendorf in „Hochwaldstraße Willy Müller-Lückendorf“.
Müller wurde auf dem Urnenhain des Zittauer Krematoriums im elterlichen Grab beigesetzt.

## Rezeption
„Willy Müller wendete sich in den 20er Jahren nicht der ‚Neuen Sachlichkeit‘ in der Kunst zu, seine frühen Arbeiten weisen vielmehr erkennbare impressionistische Tendenzen auf, ab den 30er Jahren sind seine Landschaftsbilder der Neuromantik zuzuordnen. Seine naturalistisch anmutenden Bilder erinnern uns an die deutsche Frühromantik und geben uns einen Einblick in seine gründlichen Naturstudien, seine Gefühlswelt und sein handwerkliches Können. Seit etwa 1930/32 malte er seine Bilder bevorzugt in altmeisterlich lasierter Technik. Willy Müller entwickelte eine Meisterschaft in der Wiedergabe feiner Töne und wurde ein Maler des Himmels und der Tiefe der Landschaft.“

## Fotografische Darstellung Müller-Lückendorfs
- Unbekannter Autor: Willy Müller-Lückendorf vor der Staffelei (1956)[2]

## Werke (Auswahl)
- Sudetendeutsche Grenzlandschaft (Öl; 1937 auf der Großen Deutschen Kunstausstellung)[3]
- Sudetendorf im Winter (Öl auf Holz; 1939 auf der Großen Deutschen Kunstausstellung; Pinakothek der Moderne, München, Inv. 12081)[4]
- Blick zum Falkenberg und Jeschken (Öl; 1939 auf der Großen Deutschen Kunstausstellung)[5]
- Winter in der Südlausitz (Öl; 1940 auf der Großen Deutschen Kunstausstellung)[6]
- Ein mitteldeutsches Dorf (Öltempera; 1940 auf der Großen Deutschen Kunstausstellung)[7]
- Frühherbst im nördlichen Russland (Pastell; 1943 auf der Großen Deutschen Kunstausstellung von Albert Speer für 500 RM erworben)[8]
- Blick vom Brandberg in das Oybintal mit Oybin am Abend (Öl, 1948; Städtische Museen Zittau)[9]
- Lückendorf, Winterlandschaft (Öl)[10]

## Ausstellungen (unvollständig)

### Postume Einzelausstellungen
- 2005: Zittau, Städtische Museen (zum 100. Geburtstag)
- 2019: Ostritz, Heimatmuseum Ostritz (Gedächtnisausstellung mit Heinz Buschmann, Elsa Merkel und Karl Paul)

### Teilnahme an Gruppenausstellungen
- 1937, 1939, 1940 und 1943: München, Große Deutsche Kunstausstellung
- 1938: Berlin, Januar-Ausstellung des Vereins Berliner Künstler
- 1938: Dresden, Städtische Kunsthalle, Frühjahrsausstellung der Vereinigung Schaffender Künstler Dresdens e.V.
- 1943: Dresden, Brühlsche Terrasse, Kunstausstellung Gau Sachsen
- 1948: Bautzen, Stadtmuseum („2. Jahresausstellung Lausitzer bildende Künstler“)[11]
- 1949: Görlitz, Aula der 10. Grundschule ("3. Jahresausstellung Lausitzer Bildender Künstler")[12]